# اسکای ودکا
اسکای ودکا (به انگلیسی: SKYY vodka) ودکا محصول شرکت اسکای اسپیریتس ال‌ال‌سی است که در سن فرانسیسکو کالیفرنیا تولید می‌شود. میزان الکل آن ۴۰٪ است و در بطری‌های به رنگ لاجوردی بسته‌بندی می‌شود.

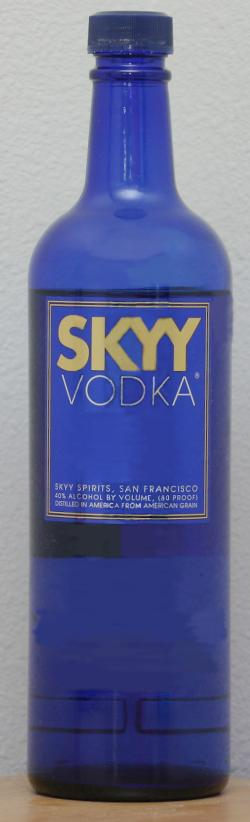
بطری ۷۵۰ml اسکای ودکا